# Cerro del Ecce Homo
El cerro del Ecce Homo o de la Vera Cruz se sitúa en Los Cerros de Alcalá de Henares, declarados Monte de Utilidad Pública el año 2000, con el número 180 del catálogo de Montes de Utilidad Pública de la Comunidad de Madrid.

## Características
Tiene una altitud de 835 m s. n. m., con forma tabular. La subida es pronunciada, con un desnivel de 200 m, pero es accesible para el senderismo o el ciclismo. En su entrono hay bosques de repoblación, y fluye el Río Henares, que desemboca en el Jarama y este, a su vez, en el Tajo (océano Atlántico).